# Palazzo Roccella
Il Palazzo dei Principi di Roccella, più comunemente noto come Palazzo Roccella, è un edificio storico cinquecentesco che si trova in via Vittorio Emanuele a Palermo, in Sicilia.

## Storia
Edificato nel 1588 appartenne alle famiglie Fardella e La Grotta quindi ai Rivarola e ai Vanni, Principi di Roccella.

## Descrizione
L'edificio ha una chiara impronta tardo-manieristica.
Il prospetto monumentale è scandito da tre ordini. Le bugne che si susseguono nei diversi elementi decorativi del palazzo ricoprono anche le colonne e il portale.
All'interno, lo scalone in pietra di Billiemi porta ai piani superiori.
Al piano nobile sono ancora presenti sale con decori neoclassici sulle volte.